# БАЗ-2215
БАЗ-2215 «Дельфін» — автобус особливо малого класу, призначений для перевезення пасажирів на міських комерційних маршрутах. Автобуси БАЗ-2215 збираються відразу на двох заводах — Бориспільському та Чернігівському. Перший «Дельфін» виробництва ЗАТ «Чернігівський автомобільний завод» зійшов з конвеєра у 2003 році БАЗ-2215 є похідною моделлю від широко поширеної «ГАЗелі». У його основі лежить шасі ГАЗ-3302, а дизайн кузова — розробка українських конструкторів.
Найпомітнішою відмінністю є висота бориспільської машини. Вона набагато перевищує висоту «ГАЗелі» і дозволяє пасажирам стояти в салоні в повний зріст. Завдяки цьому, а також завдяки наявності поручнів в салоні, допускається проїзд стоячих пасажирів. Салон обладнаний чотирнадцятьма кріслами і відгороджений від кабіни водія перегородкою. Пасажирські двері, розташовані в передній частині кузова, автоматичні, також є аварійні ручні двері в задній частині салону. Широкі вікна забезпечують гарний огляд; вентиляція салону здійснюється за допомогою одного люка в даху і кватирок на бічних вікнах.

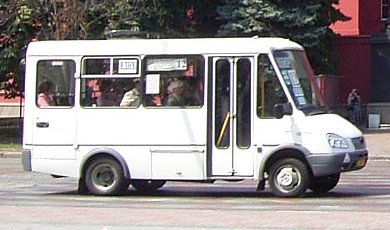
БАЗ 2215 «Дельфін»

Перші машини БАЗ-2215 збиралися на Бориспільському автозаводі, але виробничих потужностей цього підприємства, де на той час вже випускали автобуси БАЗ-А079 «Еталон», було недостатньо для випуску нової моделі. Тому в серпні 2003 року на базі підприємства «Чернігівавтодеталь» був створений Чернігівський автомобільний завод, де у вересні того ж року почалося виробництво мікроавтобусів БАЗ-2215. Деякий час машини збиралися на двох заводах одночасно, зараз же їх виробництво ведеться тільки в Чернігові.
У 2003—2004 роках крім стандартної модифікації Бориспільським автозаводом випускалися також машини на шасі дорестайлінгової «ГАЗелі». Ці мікроавтобуси отримали індекс БАЗ-22151. 
З 2006 року замість БАЗ-2215 стала випускатися його модифікація БАЗ-22154. На ньому встановлений двигун ЗМЗ-405.22, що відповідає прийнятим в Україні нормам екологічної безпеки Євро-2. Крім того, оновлені «Дельфіни» комплектуються системою ABS німецької фірми Wabco.
В 2010 році представили БАЗ-22155 з двигуном УМЗ-4216 (Євро-3). Такі машини зовні нічим не відрізняються від БАЗ-22154. В тому ж році виробництво цього сімейства автобусів припинили.
Всього виготовили більше 2 000 автобусів сімейства БАЗ-2215.

## Технічні характеристики

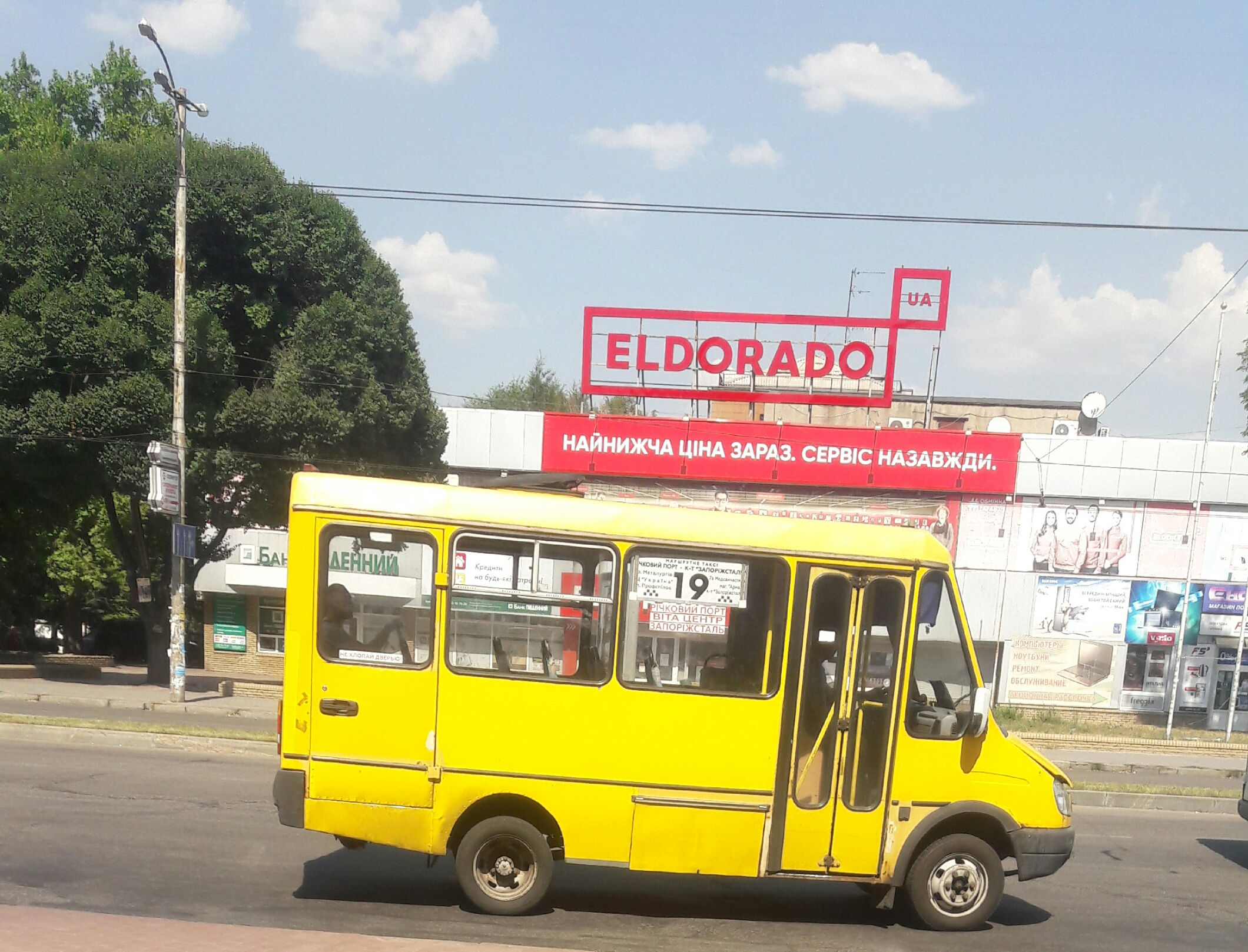
БАЗ 2215 «Дельфін» у Запоріжжі

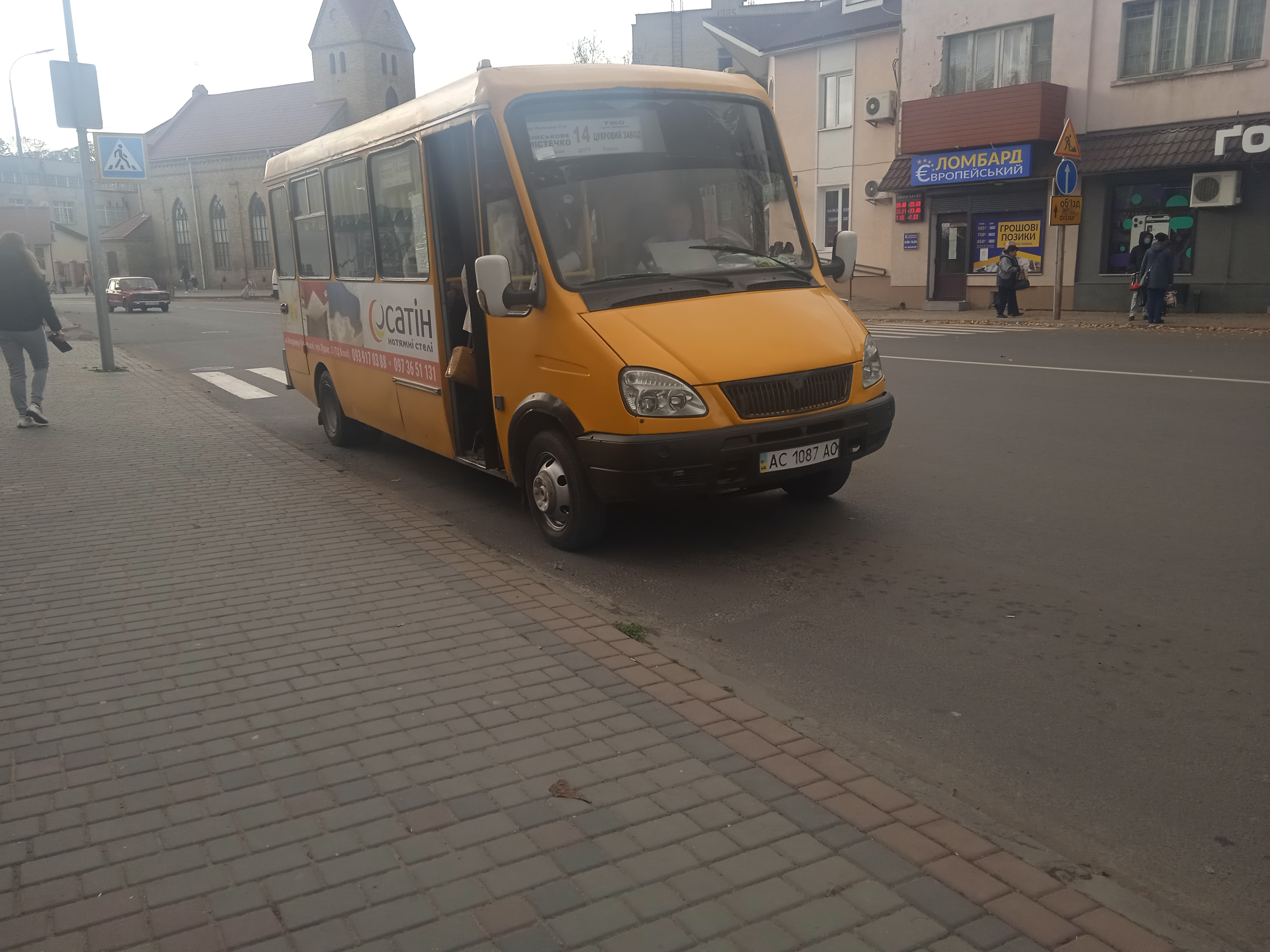
БАЗ 22154 у Володимирі

| Клас                                              | міський автобус                                     |
| Виробник                                          | ЗАТ «Бориспільський автобусний завод»               |
| Розробка                                          |                                                     |
| Кузов                                             |                                                     |
| Гарантія, роки/пробіг                             |                                                     |
| Ресурс кузова, не менше ніж                       |                                                     |
| Довжина, мм                                       | 5690                                                |
| Ширина по модлінгу, мм                            | 2090                                                |
| Висота, мм                                        | 2650                                                |
| Осі                                               | 2 штуки                                             |
| Колеса                                            | дискові, 4 штук (2×2)                               |
| Шини                                              | 175 R16C,185 R16C                                   |
| Дорожній просвіт, мм                              |                                                     |
| Колісна база, мм                                  | 3150                                                |
| Споряджена маса, кг                               | 2520                                                |
| Повна маса транспорту, кг                         | 3980                                                |
| Передня колія, мм                                 |                                                     |
| Задня колія, мм                                   |                                                     |
| Максимальне навантаження на передню вісь, кг      |                                                     |
| Максимальне навантаження на задню вісь, кг        |                                                     |
| Висота підлоги, см                                |                                                     |
| Підвіска, шт. і тип                               |                                                     |
| Підйом, який може подолати автобус, %             |                                                     |
| Радіус повороту, ме менше, метри                  |                                                     |
| Настил підлоги                                    |                                                     |
| Поручні                                           |                                                     |
| Сидіння                                           |                                                     |
| Висота салону, см, ззаду/зпереду                  |                                                     |
| Двері                                             | остеклені, одностворчасті поворотно розсувного типу |
| Формула дверей                                    | 1—1                                                 |
| Висота дверей, см                                 |                                                     |
| Ширина дверних пройомів у одностворних дверях, см |                                                     |
| Ширина дверних пройомів у двостворних дверях, см  |                                                     |
| Опалення у салоні                                 |                                                     |
| Кондиціонування у салоні                          | через люки і зсувні кватирки                        |
| Кермо (з гідропідсилювачем)                       |                                                     |
| Сидячих місць, шт.                                | 14                                                  |
| Стоячих місць, шт.                                |                                                     |
| Повна місткість, чол.                             |                                                     |
| Передній міст                                     |                                                     |
| Задній міст                                       |                                                     |
| Коробка передач                                   |                                                     |
| Число ступенів КП, шт.                            | 5                                                   |
| Двигун                                            | бензиновий чотиритактний ЗМЗ 40522                  |
| Розташування двигуна                              |                                                     |
| Кількість циліндрів                               |                                                     |
| Робочий об'єм, літри                              | 2,46                                                |
| Ємність паливного бака, л                         |                                                     |
| Відповідність екологічним нормам                  |                                                     |
| Передпусковий підігрівач                          |                                                     |
| Потужність, к.с.                                  |                                                     |
| Охолодження                                       |                                                     |
| Робоча гальмівна система                          |                                                     |
| Зупинкова гальмівна система                       |                                                     |
| Додаткова гальмівна система                       |                                                     |
| Резервна гальмівна система                        |                                                     |
| система ABS                                       |                                                     |
| Педалі акселератора, гальма і зчеплення           |                                                     |
| Витрати пального                                  |                                                     |
| Час розгону до швидкості 100 км/год, сек.         |                                                     |
| Максимальна постійна швидкість руху, км/год       | 70                                                  |